# ヘンリー・ラムリー
ヘンリー・ラムリー（Henry Lumley, 1658年 - 1722年10月18日）は、イギリスの軍人・政治家。ラムリー子爵リチャード・ラムリーの息子ジョン・ラムリーの次男で、名誉革命の招聘者の1人であるスカーバラ伯リチャード・ラムリーは兄。
1685年に近衛竜騎兵隊長に任命され、大同盟戦争でイングランド王兼オランダ総督ウィリアム3世に従軍してスペイン領ネーデルラントでフランス軍と戦い、1692年のステーンケルケの戦いに参戦して大佐となり、翌1693年に准将に昇進した。同年のネールウィンデンの戦いで撤退を援護、1695年の第二次ナミュール包囲戦にも参戦して1696年に少将に昇進、1697年の終戦でイングランドへ帰国した。1701年にサセックスから下院議員となり、翌1702年から1705年までサセックスから議員となり、1715年から1722年までアランデルから立候補して議員となっている。
スペイン継承戦争ではイングランド軍司令官マールバラ公ジョン・チャーチルに従い転戦、1703年に中将となり翌1704年のブレンハイムの戦い、1706年のラミイの戦い、1708年のアウデナールデの戦い、1709年のマルプラケの戦いで騎兵を率いて戦った。1704年から1722年までジャージー島の総督を務め、1711年に将軍となった。
1717年に竜騎兵隊長を辞任、1722年に死去。ハートフォードシャーの教会に埋葬された。
2回結婚していて、2度目の妻との間に生まれた娘フランシスは1719年に死亡している。